# Ursula Coope
Ursula Charlotte Macgillivray Coope (* 31. Juli 1969 in Leeds, Yorkshire, England) ist eine britische Philosophin und Philosophiehistorikerin sowie Hochschullehrerin.

## Leben
Nach dem Besuch der Harrogate Grammar School in Harrogate, Yorkshire, studierte Coope Philosophie, Politik- und Wirtschaftswissenschaft an der Universität Oxford. Den B.A. erwarb sie dort 1992. Es folgte ein Promotionsstudium in Philosophie an der University of California, Berkeley, mit Aufenthalten an der Princeton University, das sie 1999 abschloss.
Von 2000 bis 2001 war sie Jacobsen Fellow am University College London, anschließend bis 2006 Lecturer am Birkbeck College, London. 2003 war sie Gastprofessorin an der Princeton University. Von 2006 bis 2008 war sie University Lecturer und Tutorial Fellow am Corpus Christi College, Oxford, und von 2008 bis 2017 ebenda Professor of Ancient Philosophy und Tutorial Fellow, von 2009 bis 2011 zugleich Professor an der New York University. Seit 2017 ist sie Inhaberin einer Professur für Philosophie der Antike an der Faculty of Philosophy der Universität Oxford und Professorial Fellow des Keble College. Coope wurde 2020 in die British Academy gewählt.
Coope arbeitet vor allem zu Aristoteles, insbesondere zum Begriff der Zeit in dessen Physik und zu dessen Philosophie der Handlung, sowie zu Platon und zur Auffassung von Freiheit und Verantwortung im Neuplatonismus.

## Schriften (Auswahl)
Monographien
- Freedom and Responsibility in Neoplatonist Thought. Oxford University Press, Oxford 2020, ISBN 9780198824831.
- Time for Aristotle: Physics IV. 10–14. Oxford University Press, Oxford 2005, ISBN 0-19-924790-0.

Herausgeberschaft
- mit Barbara Sattler (Hrsg.): Ancient Ethics and the Natural World. Cambridge University Press, Cambridge 2021.